# Алексеев, Александр Александрович (хоккеист)
Александр Александрович Алексеев (15 ноября 1999 года, Санкт-Петербург, Россия) — российский хоккеист, защитник. На драфте НХЛ 2018 года был выбран в 1-м раунде под общим 31-м номером клубом «Питтсбург Пингвинз».

## Биография
В 2016 году был выбран в 1-м раунде драфта КХЛ под общим 3-м номером новокузнецким «Металлургом». С 2016 по 2019 годы провёл три сезона в составе команды Западной хоккейной лиги «Ред-Дир Ребелз». 22 июня 2018 года клуб «Вашингтон Кэпиталз» выбрал игрока на драфте НХЛ в первом раунде под общим 31-м номером. 24 сентября того же года Александр Алексеев подписал с «Вашингтоном» стандартный 3-летний контракт новичка.
Дебютировал на профессиональном уровне в сезоне 2019/20 в составе фарм-клуба «Кэпиталз» «Херши Бэрс» из Американской хоккейной лиги. Из-за неопределённости со сроками проведения сезона НХЛ 2020/21 вызванными пандемией коронавируса, игрок был отдан «Вашингтоном» в аренду клубу КХЛ «Салават Юлаев» до конца сезона.
В 2019 году в составе молодёжной сборной России стал бронзовым призёром чемпионата мира среди игроков до 20 лет. В феврале 2021 года дебютировал в составе основной сборной сыграв на шведском этапе Еврохоккейтура. 
В мае 2023 года Алексеев подписал новый двухлетний контракт с клубом «Вашингтон Кэпиталз». По условиям контракта игрок за весь период заработает заработает $1,65 млн.
23 ноября 2023 года игрок забил первую шайбу в НХЛ в игре против «Баффало Сейбрз».
В марте 2025 года провёл 3 игры в составе фарм-клуба АХЛ «Херши Бэрс», записав на свой счёт две результативные передачи.
В апреле 2025 года в матче первого раунда плей-офф НХЛ против «Монреаль Канадиенс» в борьбе за шайбу получил удар по лицу клюшкой от Нападающий (хоккей с шайбой) форварда Джейка Эванса и лишился в результате инцидента нескольких зубов.
В мае 2025 года хоккеист в состоянии алкогольного опьянения был задержан полицией после уличной драки. В ходе задержания полицейский применил газовый баллончик, в результате Алексееву потребовалась медицинская помощь. Спортсмена доставили в отделение полиции округа Арлингтон, но позже отпустили. В июне стало известно, что суд выписал обвиняемому штраф в 91 доллар с обязательной оплатой до 21 октября. Дальнейшее рассмотрение дела отложено до октября, и обвинения могут быть сняты в случае отсутствия новых правонарушений в этот период.

## Статистика
| Легенда | Легенда                    | Легенда | Легенда                   | Легенда | Легенда    |
| ------- | -------------------------- | ------- | ------------------------- | ------- | ---------- |
| И       | Количество проведённых игр | Штр     | Штрафное время            | +/−     | Плюс-минус |
| Г       | Голы                       | П       | Голевые передачи          | О       | Очки       |
| -       | Статистика неизвестна      | —       | Статистика не учитывалась |         |            |